# God’s Son
God’s Son (englisch für Sohn Gottes) ist das sechste Studioalbum des US-amerikanischen Rappers Nas, das im November 2002 erschien.

## Entstehung und Veröffentlichung
Die Erstveröffentlichung von God’s Son erfolgte am 10. Dezember 2002 bei Columbia Records. Das Album erschien in seiner Originalausführung als CD mit 14 Titeln (Katalognummer: 509811 2). In Japan und den Vereinigten Staaten erschien das Album in seiner Standardausführung mit drei Bonustiteln.
Geschrieben wurden die Lieder vom Interprete selbst, zusammen mit verschiedenen, wechselnden Koautoren. Die Produktion erfolgte ebenfalls durch verschiedene, wechselnde Produzenten, darunter namhafte Musiker wie Alicia Keys, Alan Maman (The Alchemist) oder Marshall Mathers (Eminem). Das Stück I Can baut auf Beethovens Für Elise auf.

## Inhalt
Nas widmete das Album seiner Mutter Ann Jones, die im April 2002 nach einer zweijährigen Chemotherapie an Brustkrebs starb. Anschließend ging Nas „energiegeladen“ ins Studio, um neue Lieder für God’s Son aufzunehmen.

„A spark went up a star blazing / Thinking of how amazing she was /
A angel gave me love / I’m thankful, to ever know a woman so real /
I pray when I marry my wife’ll have one of your skillz /
But mom you could never be replaced /
I’d give my life up Just to see you one more day“

Den Titel wählte Nas aus Respekt an seine Mutter. God’s Son wird als Nas persönlichstes Album bezeichnet, da sehr viele Details aus seinem Privatleben preisgegeben werden. Nas selbst erzählt, dass er in diesem Abschnitt seines Lebens sehr viele Erfahrungen gesammelt hat, die ihn reifer und stärker haben werden lassen. Er hat sich viel mehr auf Gefühle, Geist und Seele konzentriert anstatt auf Materielle Dinge und möchte dieses Wissen mit seinen Zuhörern teilen.

## Titelliste
1. Get Down (produziert von Nas & Salaam Remi)
2. The Cross (produziert von Eminem)
3. Made You Look (produziert von Salaam Remi)
4. Last Real Nigga Alive (produziert von Ron Browz)
5. Zone Out (feat. The Bravehearts) (produziert von Salaam Remi)
6. Hey Nas (feat. Claudette Ortiz & Kelis) (produziert von Salaam Remi)
7. I Can (produziert von Salaam Remi) verwendet Beethovens Für Elise
8. Book of Rhymes (produziert von The Alchemist)
9. Thugz Mansion (N.Y.) (feat. Tupac Shakur & J. Phoenix) (produziert von Claudio Cuenci & Michael Herring)
10. Mastermind (produziert von The Alchemist)
11. Warrior Song (feat. Alicia Keys) (produziert von Alicia Keys)
12. Revolutionary Warfare (feat. Lake) (produziert von The Alchemist)
13. Dance (produziert von Chucky Thompson)
14. Heaven (feat. Jully Black) (produziert von Agile; Co-produziert von Saukrates)

Limited Edition Bonus Tracks
1. Thugz Mirror (Freestyle) (produziert von The Alchemist)
2. Pussy Killz (produziert von Chucky Thompson)
3. The G.O.D. (produziert von Swizz Beatz)

## Singleauskopplungen
Die erste Single Made You Look soll eine Art New Yorker Straßenhymne sein. Das Musikvideo dazu wurde in den Stadtteilen Queens, Bronx und im bekannten Rucker Park in Harlem gedreht.
Singles in den Charts

| Jahr | Titel         | Höchstplatzierung, Gesamtwochen, AuszeichnungChartplatzierungen (Jahr, Titel, , Platzierungen, Wochen, Auszeichnungen, Anmerkungen) | Höchstplatzierung, Gesamtwochen, AuszeichnungChartplatzierungen (Jahr, Titel, , Platzierungen, Wochen, Auszeichnungen, Anmerkungen) | Höchstplatzierung, Gesamtwochen, AuszeichnungChartplatzierungen (Jahr, Titel, , Platzierungen, Wochen, Auszeichnungen, Anmerkungen) | Höchstplatzierung, Gesamtwochen, AuszeichnungChartplatzierungen (Jahr, Titel, , Platzierungen, Wochen, Auszeichnungen, Anmerkungen) | Anmerkungen                            |
| Jahr | Titel         | DE | CH | UK | US | Anmerkungen                            |
| ---- | ------------- | --- | --- | --- | --- | -------------------------------------- |
| 2003 | Made You Look | — | — | UK27 (3 Wo.)UK | US32 (13 Wo.)US | Erstveröffentlichung: 11. Februar 2003 |
| 2003 | I Can         | DE53 (9 Wo.)DE | CH43 (12 Wo.)CH | UK19 (7 Wo.)UK | US12 (20 Wo.)US | Erstveröffentlichung: März 2003        |

## Rezeption
Vom Time Magazine wurde God’s Son zum besten Hip-Hop-Album des Jahres 2002 ernannt.

## Kommerzieller Erfolg

### Chartplatzierungen
God’s Son avancierte zum Chartalbum in den Vereinigten Staaten (Rang 12), den Niederlanden (Rang 42), Frankreich (Rang 46), der Schweiz (Rang 56), dem Vereinigten Königreich (Rang 57) oder auch Deutschland (Rang 89).
| ChartsChartplatzierungen       | Höchstplatzierung | Wochen |
| ------------------------------ | ----------------- | ------ |
| Deutschland (GfK)              | 89 (2 Wo.)        | 2      |
| Schweiz (IFPI)                 | 56 (4 Wo.)        | 4      |
| Vereinigte Staaten (Billboard) | 12 (28 Wo.)       | 28     |
| Vereinigtes Königreich (OCC)   | 57 (17 Wo.)       | 17     |

| ChartsJahrescharts (2003)      | Platzierung |
| ------------------------------ | ----------- |
| Vereinigte Staaten (Billboard) | 58          |

### Auszeichnungen für Musikverkäufe
| Land/Region                  | Auszeichnungen für Musikverkäufe (Land/Region, Auszeichnung, Verkäufe) | Verkäufe  |
| ---------------------------- | ---------------------------------------------------------------------- | --------- |
| Kanada (MC)                  | Gold                                                                   | 50.000    |
| Vereinigte Staaten (RIAA)    | Platin                                                                 | 1.000.000 |
| Vereinigtes Königreich (BPI) | Gold                                                                   | 100.000   |
| Insgesamt                    | 2× Gold · 1× Platin ·                                                  | 1.150.000 |